# Куррис
Курри́с (фр. Courris, окс. Corris) — коммуна во Франции, находится в регионе Юг — Пиренеи. Департамент — Тарн. Входит в состав кантона Кармо-1 Ле-Сегала. Округ коммуны — Альби.
Код INSEE коммуны — 81071.

## География

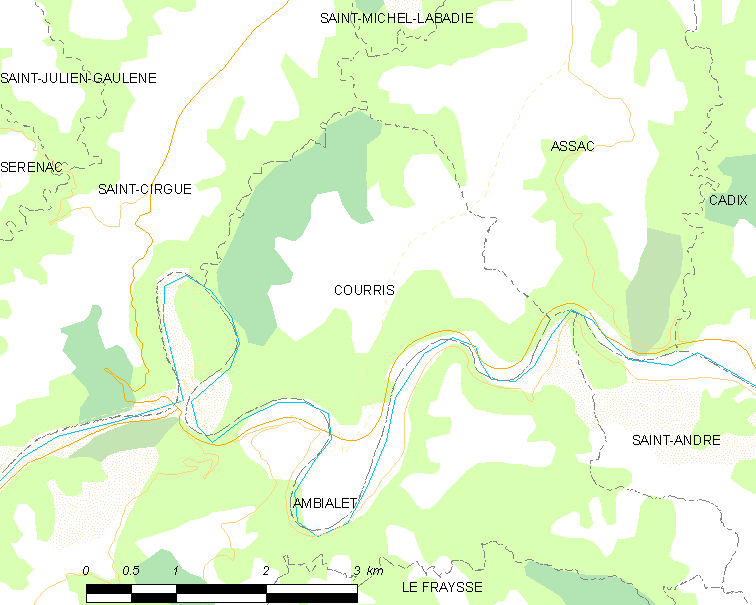
Карта коммуны

Коммуна расположена приблизительно в 550 км к югу от Парижа, в 90 км северо-восточнее Тулузы, в 22 км к востоку от Альби.
На юге коммуны протекает река Тарн.

## Климат
Климат умеренно-океанический. Зима мягкая и дождливая, лето жаркое с частыми грозами. Ветры довольно редки.

## Население
Население коммуны на 2010 год составляло 82 человека.
| 1962 | 1968 | 1975 | 1982 | 1990 | 1999 | 2010 |
| ---- | ---- | ---- | ---- | ---- | ---- | ---- |
| 130  | 128  | 112  | 112  | 88   | 79   | 82   |

## Экономика
В 2007 году среди 45 человек в трудоспособном возрасте (15—64 лет) 28 были экономически активными, 17 — неактивными (показатель активности — 62,2 %, в 1999 году было 64,6 %). Из 28 активных работали 25 человек (14 мужчин и 11 женщин), безработных было 3 (3 мужчин и 0 женщин). Среди 17 неактивных 4 человека были учениками или студентами, 8 — пенсионерами, 5 были неактивными по другим причинам.